# Maxime Matsima
Maxime Matsima   (Brazzaville, valor desconegut - 19 de gener de 2003) és un exfutbolista de la República del Congo de la dècada de 1970.
Fou internacional amb la selecció de futbol de la República del Congo. Pel que fa a clubs, destacà a Diables Noirs.